# The Verge

The Verge logotyp 2016.

The Verge är en amerikansk nyhetshemsida samt medianätverk som drivs av Vox Media och fokuserar sig på främst teknik. The Verge har kontor i Manhattan, New York. Nätverket publicerar nyheter, längre artiklar, recensioner, poddradio och ett underhållningsprogram.